# Vimercate
Vimercate – miejscowość i gmina we Włoszech, w regionie Lombardia, w prowincji Monza i Brianza.
Według danych na rok 2004 gminę zamieszkiwało 25 020 osób, 1251 os./km².